# Мадждаль-Шамс
Мадждаль-Шамс (араб. مجدل شمس‎; ивр. מג'דל שמס‎) — друзская деревня в северной части Голанских высот, территории, оккупированной Израилем в ходе Шестидневной войны (1967), а впоследствии аннексированной (1981) им, у подножья горы Хермон. Расположена на высоте от 1120 до 1230 метров над уровнем моря.

## Исторические сведения
Арабское название Мадждаль-Шамс происходит от арамейского «солнечная башня» — из-за высоты деревни лучи рассвета освещают её первой.
Деревня была основана в 1595 году несколькими друзскими семьями. В прошлом здесь проживали также алавиты и христиане, но в настоящее время население преимущественно состоит из друзов.
27 июля 2024 года, вследствие ракетного обстрела, произведённого террористической организацией Хезболла с территории Ливана, при прямом попадании одной из ракет на футбольное поле, погибло 12 детей в возрасте от 10 до 16 лет, ранения получили 42 человека.

## Население
По данным Центрального статистического бюро Израиля, население на начало 2020 года составляло 11 180 человек.
Общий прирост населения — 2,5 %. На 1000 мужчин приходится 956 женщин. Социально-экономическое положение деревни низкое (3 балла из десяти).
| Категория      | Численность в % |
| -------------- | --------------- |
| от 0 - 4 лет   | 11,0            |
| от 5 - 9 лет   | 10,6            |
| от 10 - 14 лет | 9,9             |
| от 15 - 19 лет | 8,1             |
| от 20 - 29 лет | 17,9            |
| от 30 - 44 лет | 24,6            |
| от 45 - 59 лет | 11,7            |
| от 60 - 64 лет | 2,1             |
| старше 65 лет  | 4,2             |

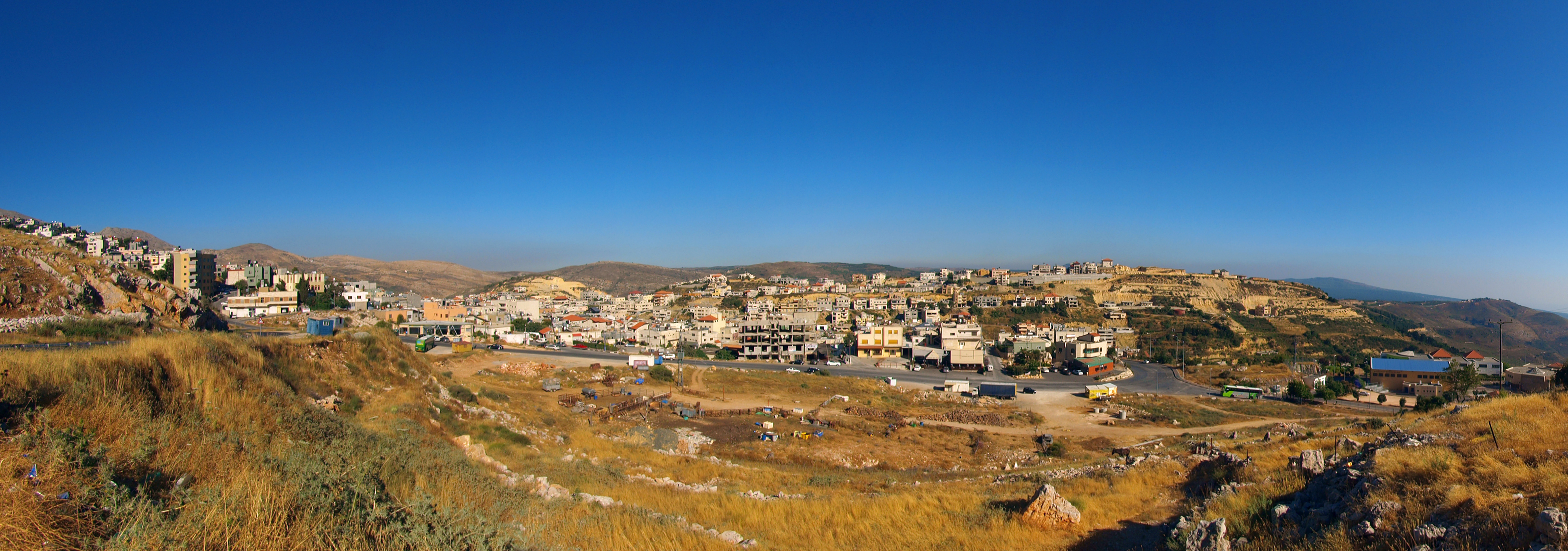
Панорама Мадждаль-Шамс с шоссе 98
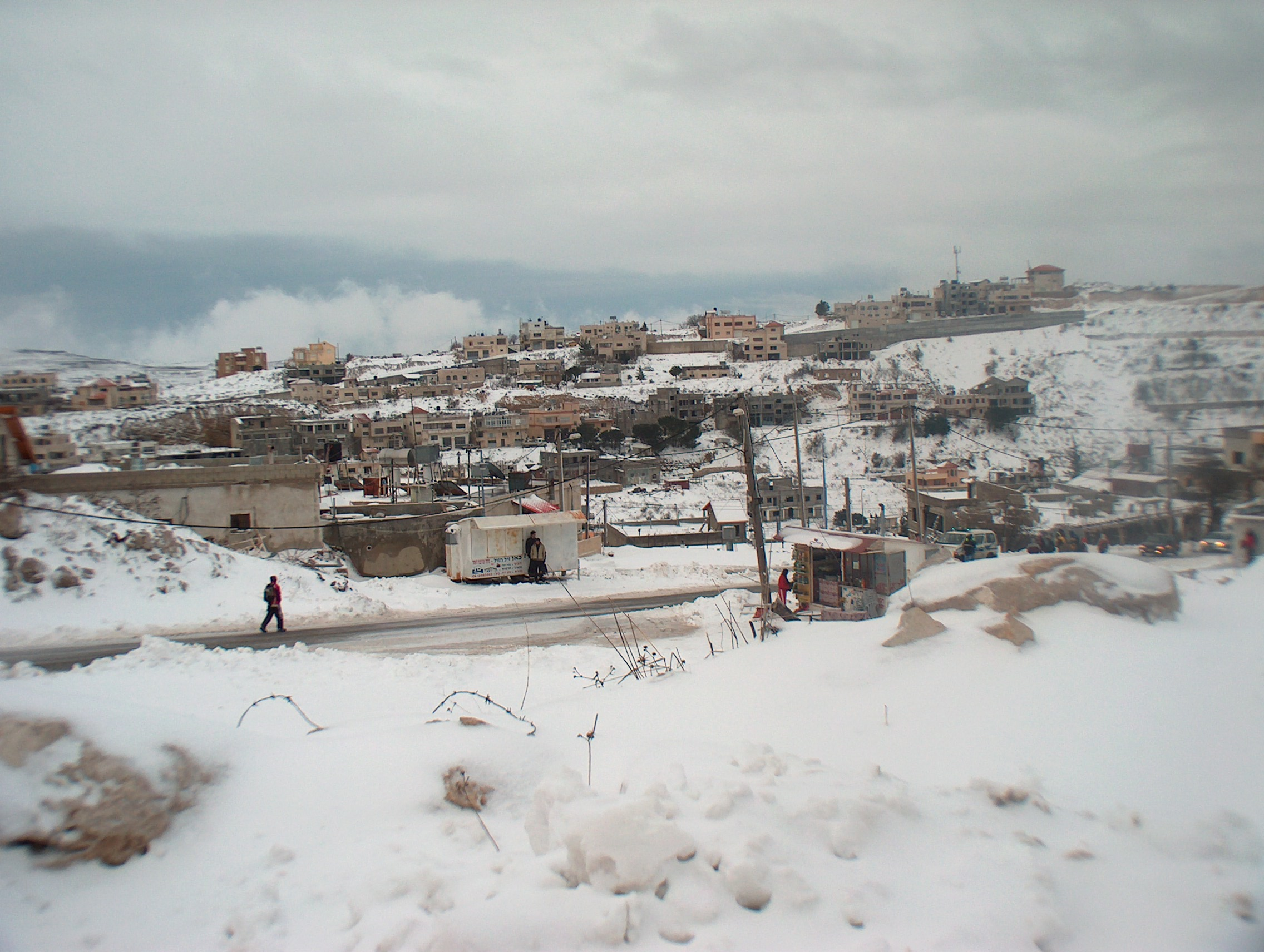
Вид на Мадждаль-Шамс зимой